# Provinz Harare
Harare Province oder Greater Harare ist eine Provinz im Nordosten Simbabwes. Sie hat eine Fläche von 940 km² und in ihr leben 2.427.231 Menschen (Stand Volkszählung 2022). Die Leitung der administrativen Strukturen unterliegt einem Gouverneur.
Die Hauptstadt der Provinz ist Harare.

## Distrikte
Die Provinz besteht aus 4 Distrikten (administrativen Teilen). Davon ist einer ein ländlicher Distrikte (Rural) und 3 städtische Gebiete mit Distrikt Status (Urban). Allerdings hat Harare Rural mittlerweile eine eher städtische Bevölkerungsdichte, die in den letzten Jahren sehr rasch ansteigt.
| Distrikt          | Fläche in [km²] | Einwohner 2012 | Einwohner 2022 | Bevölkerungsdichte 2022 [Einwohner/km²] |
| ----------------- | --------------- | -------------- | -------------- | --------------------------------------- |
| Chitungwiza Urban | 49              | 356.840        | 371.246        | 7573                                    |
| Epworth Urban     | 35              | 167.462        | 153.619        | 5837                                    |
| Harare Rural      | 195             | 113.599        | 357.863        | 1832                                    |
| Harare Urban      | 660             | 1.485.231      | 1.491.754      | 2259                                    |
| Gesamt            | 940             | 2.123.132      | 2.427.231      | 2582                                    |